# Сируэла, Хакобо
Хакобо Фитц-Джеймс Стюарт и Мартинес де Ирухо (род. 15 июля 1954, Мадрид) — испанский аристократ и гранд, 14-й граф Сируэла (с 1982 года), маркиз де Альменара, редактор, писатель и графический дизайнер.

## Биография
Третий сын Марии дель Росарио Каэтаны Альфонсы Виктории Евгении Франциски Фитц-Джеймс Стюарт и Сильвы (род. 28 марта 1926), 18-й герцогини Альба (с 1953), и от первого брака с Луисом Мартинесом де Ирухо-и-Артаскоса (1919—1972), сыном Педро Мартинеса де Ирухо-и-Артаскоса (1882—1957), 9-го герцога Сотомайора, и Анны Марии де Артаскос (1892—1930).
Он изучал философию в Автономном университете Мадрида. В 1980 году он опубликовал перевод «Смерти Артура», получивший первый приз Министерства культуры Испании как лучшая книга года. В возрасте 26 лет основал издательство «Siruela». С книги «Сэр Гавейн и Зеленый Рыцарь» начал издание цикла о короле Артуре. 
В 2000 году он продал всю компанию Херману Санчесу Руйпересу (1926—2012), но продолжает работать в качестве редакционного директора.
В 2004 году получил Национальную премию за лучшую редакционную работу Министерства культуры и приз Даниэль Гила за графический дизайн.
В 2005 году он оставляет Siruela, чтобы основать вместе с новой женой, журналисткой Икой Мартиной, издание Аталанта Ediciones с резиденцией в Vilahur (Херона).

## Семья и дети
1 ноября 1980 года Хакобо женился на Марии Евгении Фернандес де Кастро и Фернандес-Шоу (род. 15 октября 1954), дочери социолога и известного писателя Испании Фернандо Фернандеса де Кастро и Санчес Куэто и Maрии Евгении Фернандес-Шоу и Рич. Супруги развелись в октябре 1998 года. У них было двое детей:
- Джеймс Фитджеймс Стюарт и Фернандес де Кастро (род. 23 марта 1981), женат на Аселе Перес Пилар, увелекается живописью и литературой, двое детей
  - Асель (р. 2012)
  - Джакоб (р. 2015)
- Брианда Евгения Фицджеймс Стюарт и Фернандес де Кастро (род. 11 апреля 1984), занимается музыкой

13 марта 2004 года Хакобо в Риме вторично женился на журналисте и фотографе Ике Марти Киемен (род. 6 января 1964).